# Roberta Kelly
Roberta Kelly (Los Angeles, 23 november 1942) is een Amerikaanse gospel- en discozangeres.

## Biografie
Voorafgaand aan publicaties in de Verenigde Staten via het Oasis-platenlabel van componist Giorgio Moroder in de jaren 1970, nam Kelly een single op in Duitsland met de titel Kung Fu Is Back Again (1974), uitgebracht bij Atlantic Records en geproduceerd door de songwriter-producent Pete Bellotte naast Moroder. In 1975 bracht ze de single Love Power uit, een coverversie van een hit uit 1967 van The Sandpebbles, geschreven door Teddy Vann en later beroemd gemaakt als onderdeel van het repertoire van Luther Vandross. De single werd ondersteund met Drifter, dat nooit op een album was opgenomen en een voorbeeld van de pre-disco Moroder-Bellotte-productie, vergelijkbaar met Donna Summer's Lady of the night-materiaal. In april 1976 wendde Kelly zich tot disco met de single Trouble-Maker en bracht een album uit met dezelfde naam. Het album bevatte vijf nummers, waaronder een uitgebreide versie van Love Power.
In 1977 bracht ze Zodiac Lady uit, een controversieel album dat Casablanca Records tijdens de hoogtijdagen van de disco aanvankelijk weigerde uit te brengen. Import uit Italië overspoelde de internationale dansvloeren en creëerde een hit voor het titelnummer en nummers als Love Sign. Dit album bracht de twaalf-inch single Zodiacs uit, met een grote club- en radio-airplay. Funky Stardust, Love Sign en I'm Sagittarius werden van dat album uitgebracht, naast Zodiacs zelf in verschillende landen. Zodiacs piekte op #24 in de Hot Dance/Club Play-hitlijst van de Verenigde Staten in 1977 en op #44 in de Britse Singles Chart in 1978. Love Sign werd alleen in Italië als single uitgebracht. Zowel Trouble-Maker als Zodiac Lady werden geproduceerd door Moroder en Bellotte. Gettin' The Spirit volgde in maart 1978, geproduceerd door Giorgio Moroder en Bob Esty. Het was een album met gospelsongs, uitgevoerd in de discostijl. Het album bevatte dansversies van het door Edwin Hawkins geschreven Oh, Happy Day en To My Father's House, waarbij beide nummers op één single werden uitgebracht. Gettin' The Spirit werd ook uitgebracht met een discoversie van My Sweet Lord. Het piekte op #9 in de Amerikaanse Hot Dance/Club Play-hitlijst in 1978.
Toen paus Johannes Paulus II paus Johannes Paulus I opvolgde in 1978, bracht Kelly de single John Paul II uit. De single haalde nooit een album, maar de B-kant Tribute to Love deed het in de late 1980-publicatie Roots Can Be Anywhere. Tegen die tijd was Kelly niet langer bij Casablanca Records. Er werden de twee singles Kabacka Shaka en Roots Can Be Anywhere uitgebracht, maar het album kende ook een beperkt succes vanwege de slechte distributie. Het werd ook uitgebracht als This is Roberta Kelly met een langere versie van Kabacka Shaka en zonder Coconut Rock. Het werd geproduceerd door Michael Holm. In 1981 bracht Kelly het album Tell Me uit via Baby Records in Italië, met daarop Patty Cake, geproduceerd door Jürgen Koppers. Het was een laatste poging om disco nieuw leven in te blazen. Daarna was Kelly's volgende publicatie pas in 1995, toen ze The Sound of Color en Jubilee in Germany uitbracht, waarmee ze de 50e verjaardag van het einde van de Tweede Wereldoorlog vierde. Tijdens de zomer van 2008 dook Kelly weer op met de single America (The Sound of Color Realized).

## Discografie

### Albums
- 1976: Trouble-Maker
- 1977: Zodiac Lady
- 1978: Gettin' The Spirit
- 1980: Roots Can Be Anywhere
- 1980: This Is Roberta Kelly
- 1981: Tell Me
- 1995: Sound of Color

### Singles
- 1974: Kung Fu Is Back Again
- 1975: Love Power
- 1976: Trouble-Maker
- 1977: Zodiacs
- 1977: Love Sign
- 1977: Funky Stardust
- 1977: I'm Sagittarius
- 1978: Oh Happy Day
- 1978: Gettin' The Spirit
- 1979: John Paul II
- 1980: Roots Can Be Anywhere
- 1980: Kabacka Shacka
- 1981: Patty Cake
- 2008: America (The Sound of Colour Realized)

- Gemeinsame Normdatei: 134937260
- International Standard Name Identifier: 0000 0000 5550 2746
- Library of Congress Control Number: no98019204
- MusicBrainz: 3a7a1efe-3760-44bf-94b4-8714b9649a9d
- Virtual International Authority File: 14382487
- WorldCat: E39PBJghqGyRWtRFFWjFxx4Xh3